# Ophiocten
Genre
Ophiocten est un genre d'ophiures antarctiques de la famille des Ophiuridae. 

## Liste d'espèces
Selon World Register of Marine Species (3 mars 2019) :

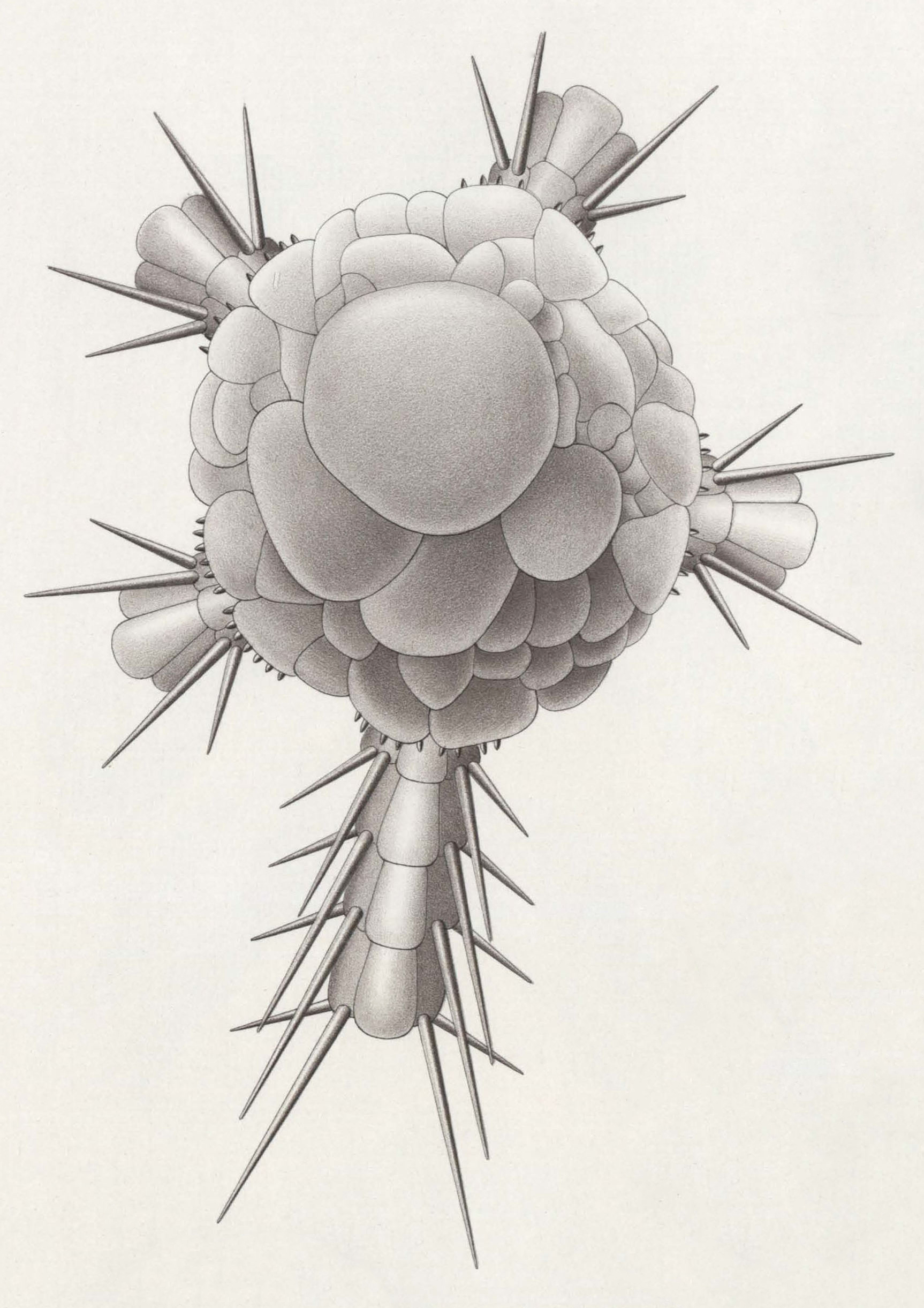
Dessin dOphiocten megaloplax

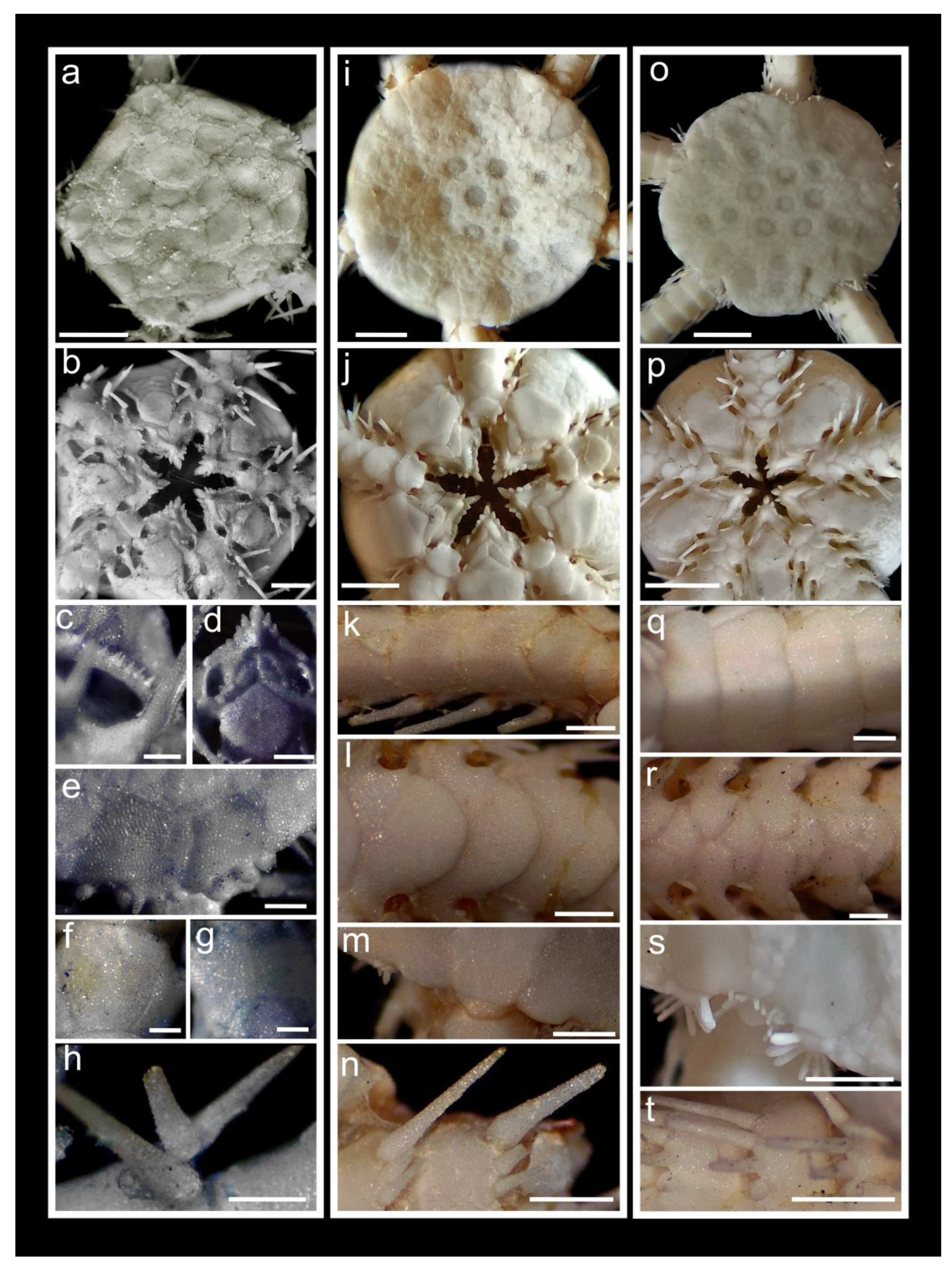
Détails de 3 Ophiocten des abysses du Golfe de Gascogne.

- Ophiocten abyssicolum (Forbes, 1843)
- Ophiocten affinis (Lütken, 1858)
- Ophiocten amitinum Lyman, 1878
- Ophiocten banzarei Madsen, 1967
- Ophiocten bellefourchensis Whitfield & Hovey, 1906 †
- Ophiocten bisquamatum Mortensen, 1936
- Ophiocten carinatum Hertz, 1926
- Ophiocten centobi Paterson, Tyler & Gage, 1982
- Ophiocten cryptum McKnight, 2003
- Ophiocten culveri May, 1924
- Ophiocten doederleini Hertz, 1927
- Ophiocten dubium Koehler, 1901
- Ophiocten gracilis (Sars G.O., 1871)
- Ophiocten hastatum Lyman, 1878
- Ophiocten ludwigi Koehler, 1908
- Ophiocten lymanni (Studer, 1882)
- Ophiocten megaloplax Koehler, 1900
- Ophiocten pallidum Lyman, 1878
- Ophiocten sericeum (Forbes, 1852)
- Ophiocten squamosum A.H. Clark, 1917
- Ophiocten ultimum Hertz, 1926
- Ophiocten umbraticum Lyman, 1878
- Ophiocten yvonnae Jagt, 2000 †

Ophiocten affinis
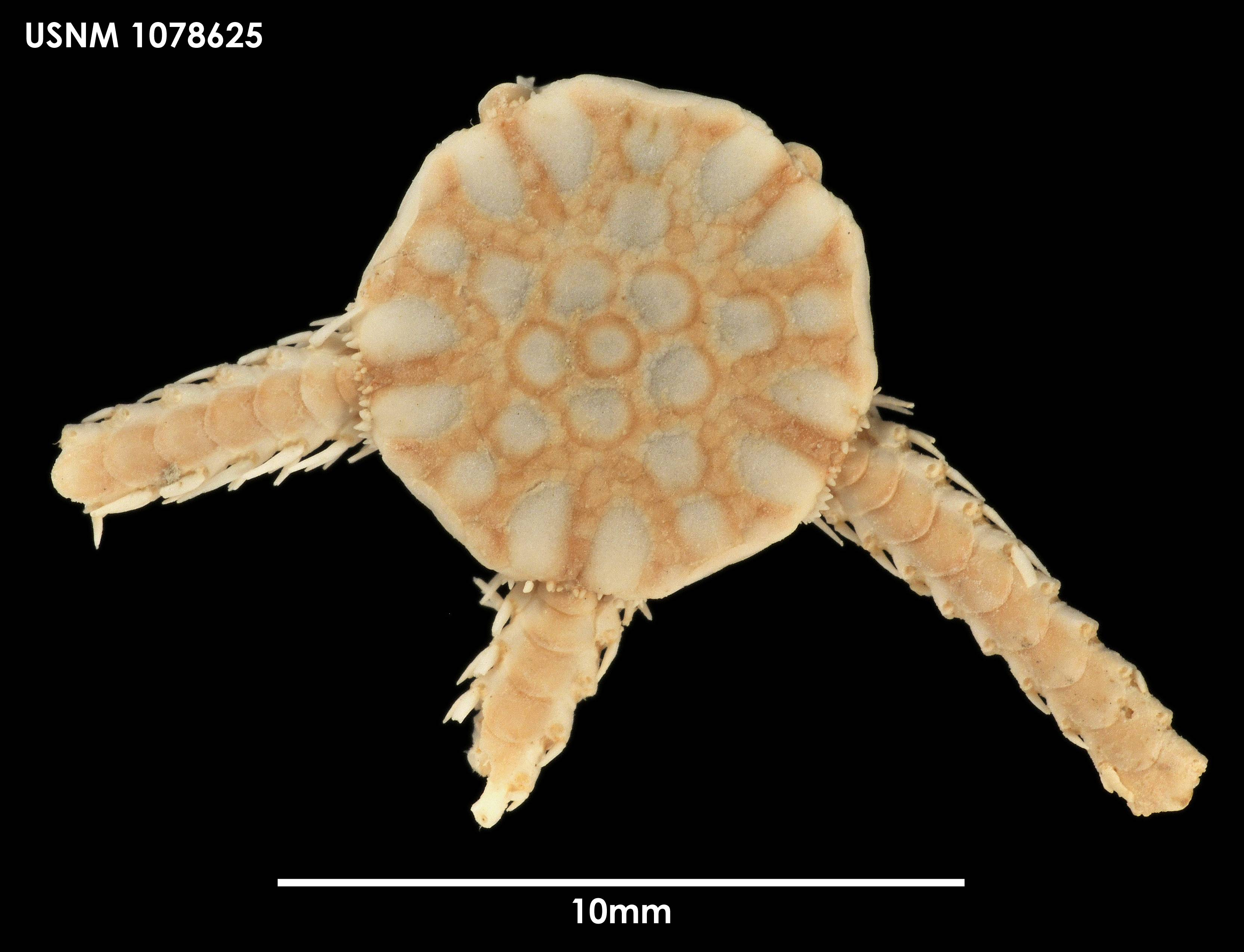
Ophiocten amitinum
Ophiocten bisquamatum
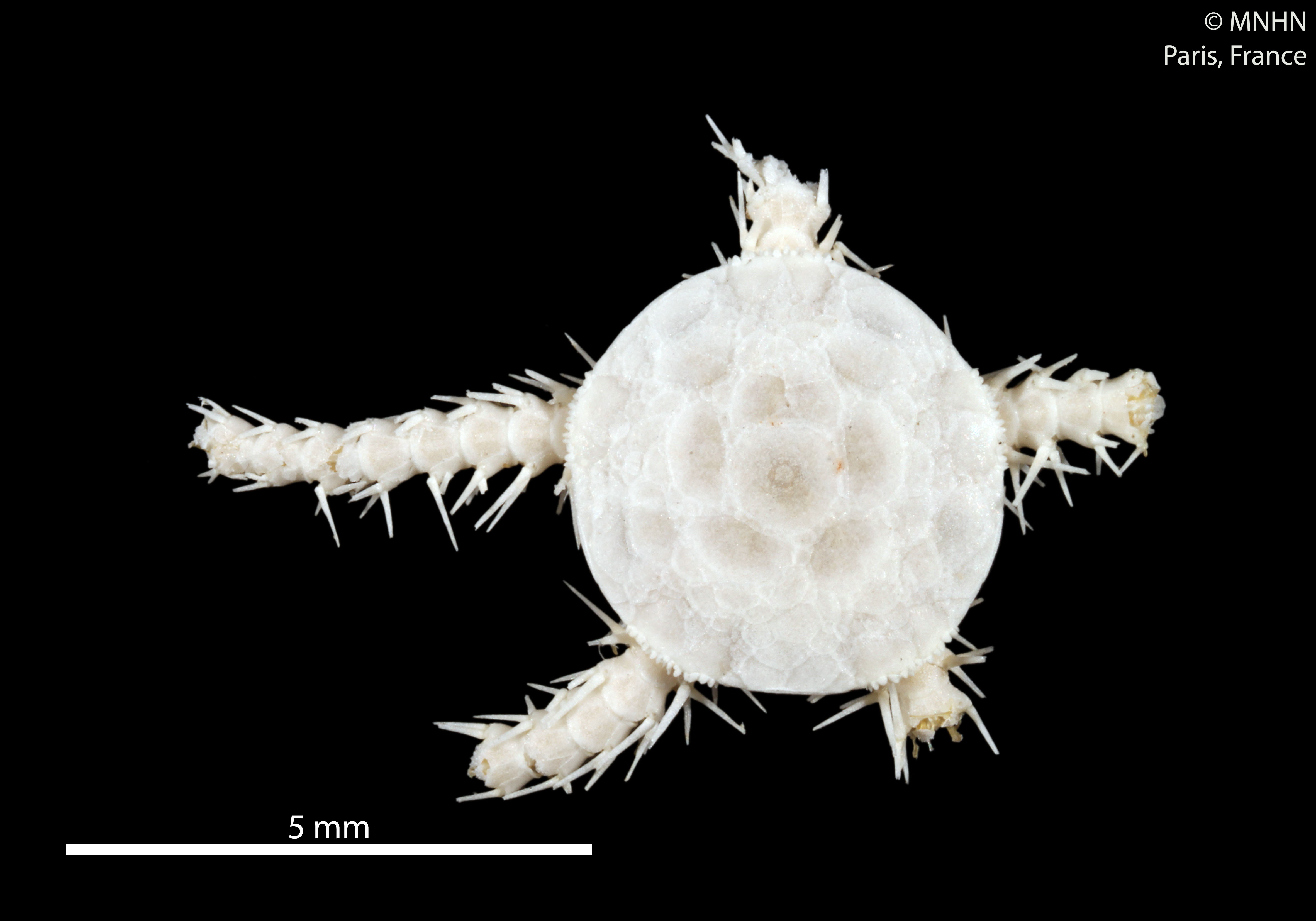
Ophiocten centobi
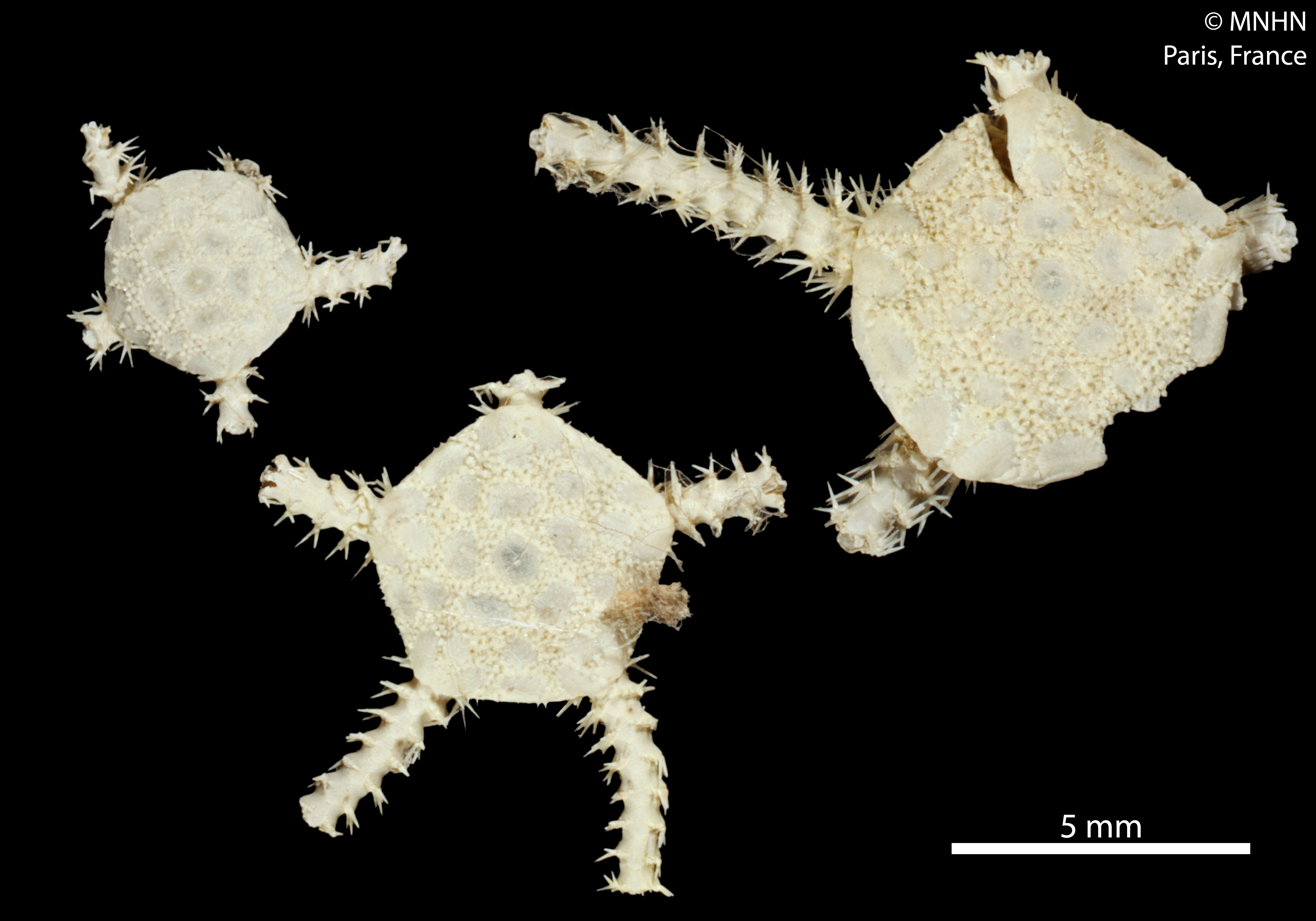
Ophiocten dubium
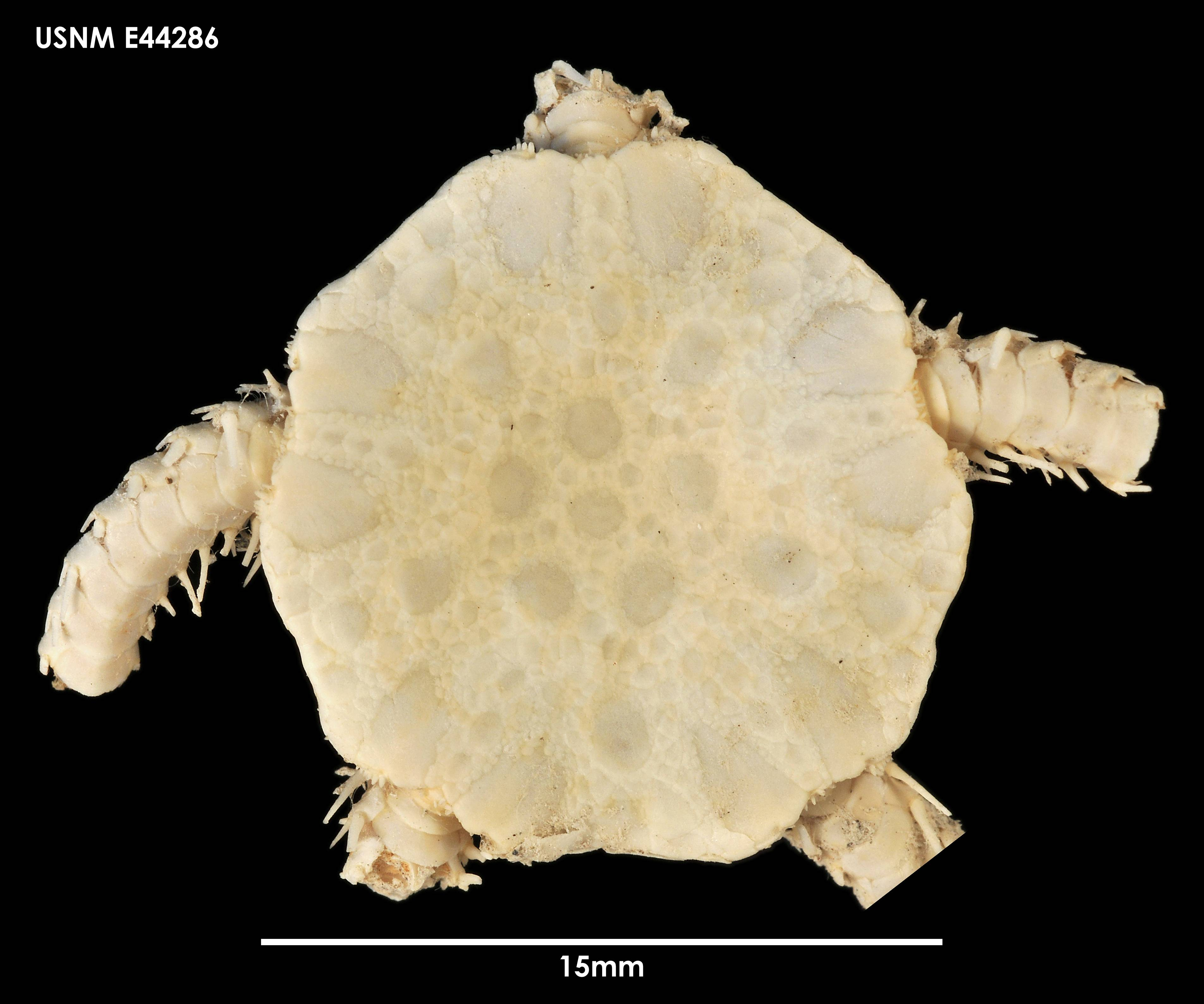
Ophiocten hastatum
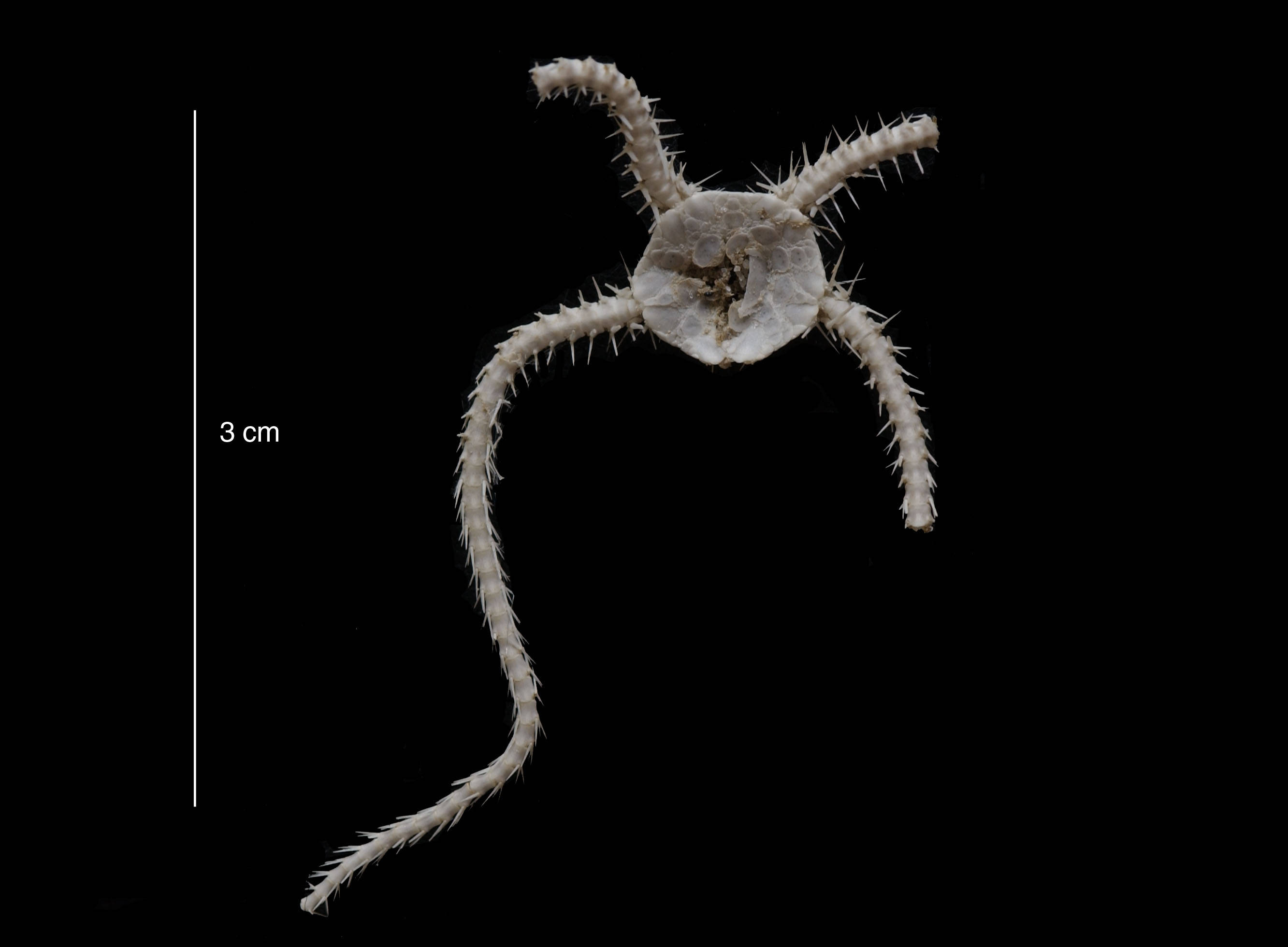
Ophiocten megaloplax
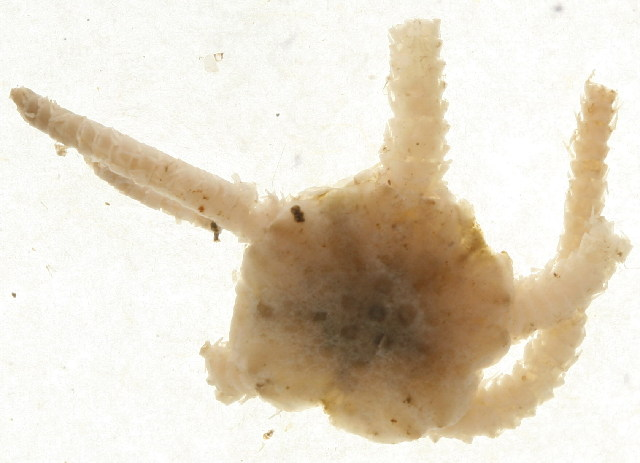
Ophiocten sericeum